# Osmorhiza berteroi
Osmorhiza berteroi (DC., 1830) è un'erba aromatica appartenente alla famiglia Apiaceae.

## Descrizione
È una pianta perenne che può superare il metro di altezza. Le foglie sono verdi chiare, abbondanti, e lunghe fino a 20 cm. Sono divise in 3 parti con il bordo lobato e sostenute da un picciolo abbastanza grande. L'Infiorescenza è composta da un'ombrella di molti piccoli fiori bianchi che crescono attorno a un sottile peduncolo. I frutti sono allungati, misurano 2,5 cm e sono commestibili.

## Distribuzione e habitat
Proviene dalla parte nord-occidentale del Nord America e da Argentina e Cile, dove cresce nelle foreste, soprattutto di conifere, dove vive fino a 2800 m di altezza; se ne ritrovano esemplari anche nella Terra del Fuoco.